# Knud Jacobsen (Maler)

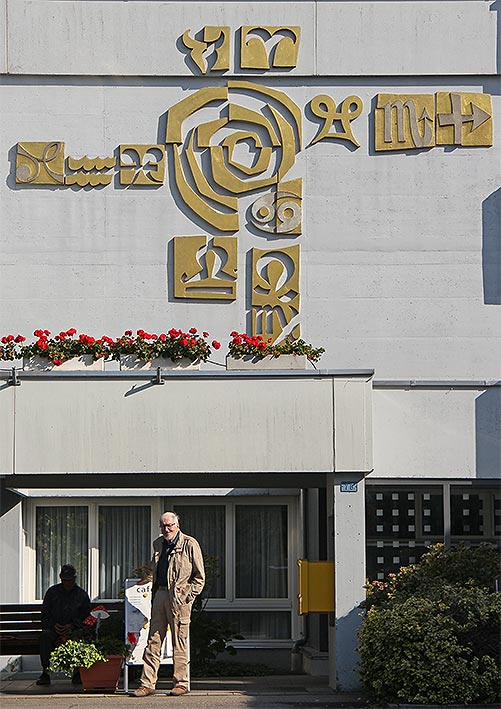
Knud Jacobsen am 17. September 2017 unter seinem Relief in der Alterssiedlung Sonnmatt, Gwatt.

Knud Christen Jacobsen (* 5. Februar 1928 in Algier; † 9. Juli 2019 in Thun) war ein dänisch-schweizerischer Maler und Grafiker. Er trat auch mit Kunst am Bau in Erscheinung.

## Leben
Knuds Vater Christian Jacobsen war Däne. Die ersten fünf Lebensjahre verbrachte Knud in Montreal. Seine Mutter Mathilde, geborene Lehmann zog 1933 zusammen mit Knud nach Thun. 
Während seiner Keramikerlehre ab 1944 ging er bei dem Glasmaler Robert Schär in die Schule. Dieser brachte ihn 1947 in die Malschule im Kornhaus in Bern zu Max von Mühlenen. Nach zwei Semestern wechselte er an die Kunstgewerbeschule in Bern in die Grafikerklasse von Eugen Jordi.
Ab 1949 hatte Jacobsen ein eigenes Atelier im Dachgeschoss des «Thunerhofs» in Thun, in dem heute das Kunstmuseum Thun untergebracht ist. 1954 bezog er ein neues Atelier im Künstlerhaus an der Freienhofgasse 7 in Thun. Dort arbeiteten auch Etienne Clare und Paul Gmünder. Mit ihnen, Roman Tschabold, Hans Ittig und Emil von Gunten gründeten er 1958 die Galerie am Aarequai in Thun. Die Gruppe hatte regelmässig Kontakt zu Cuno Amiet in Oschwand.
1954 konnte Jacobsen erstmals an der Weihnachtsausstellung im «Thunerhof» teilnehmen, bevor er danach über 20 Jahre regelmässig an diesen Ausstellungen Werke präsentierte. Die erste national bedeutende Ausstellung war 1958 die IX. Schweizerische Ausstellung Alpiner Kunst der GSMBA in St. Gallen. Die Jury hatte vier seiner Gemälde ausgesucht. 1961 folgte eine Ausstellung im Kunstmuseum Braunschweig, danach gab es Ausstellungen in Stuttgart, Wolfsburg und Südfrankreich. Auch eine Ausstellung mit Fred Stauffer in Lenk ist dokumentiert.
1979 fertigte er im Auftrag des Buchhändlers Markus Krebser sechs grosse Holzschnitte mit Thuner Stadtansichten an. Das Schneiden und Drucken wurde in Thun auf einem öffentlichen Platz inszeniert. Je eine Serie ist in der Kunstsammlung Hans & Marlis Suter und im Kunstmuseum Thun vorhanden. Nachdem er 2003 eine Einzelausstellung in der «Galerie Rosengarten» in Thun hatte, wurde in den Folgejahren diese Galerie zum festen Ausstellungsort. 2010 entwarf er für die BLS Schifffahrt und die Niesenbahn ein Plakat mit dem Motiv Dampfschiff Blümlisalp mit Niesen.
2012 erhielt Jacobsen den Grossen Kulturpreis der Stadt Thun für sein Lebenswerk. 2014 wurden seine Werke zusammen jenen von Etienne Clare und Werner Engel in der Kunstsammlung Hans & Marlis Suter in Steffisburg gezeigt.
Jacobsen starb am 9. Juli 2019 im Alter von 91 Jahren in Thun.

## Werk
Jacobsens Werk zeichnet sich durch seine Vielfältigkeit aus: Neben Gebrauchsgraphik sind besonders die Gemälde und die Werke im öffentlichen Raum von Bedeutung. 1973 schuf er zusammen mit Etienne Clare für den Thuner Kursaal ein Wandgemälde, das Gaukler, Tänzer und Musiker zeigt. Das Metall-Relief Apokalyptische Reiter (1968) ist am Brunnen der Johanneskirche in Thun zu sehen. Zu den öffentlichen Werken zählen auch das Relief am Alters- und Pflegeheim Sonnmatt oder die Glasfenster im Krematorium am Thuner Stadtfriedhof.
Die ersten abstrakten Gemälde entstanden um 1950. Beispiele dafür sind die Werke Ernte (1958) oder Mondnacht (1963), die sich beide im Kunstmuseum Thun befinden. Später wurden die Darstellungen gegenständlicher und farbintensiver. Ein zentrales Motiv war das Thuner Schloss über dem Aarequai, das in mehreren grossen Öl- und Acrylgemälden verwirklicht wurde. Wiederkehrende Motive waren auch der Niesen, das Emmental oder der Garten in der Nervenheilanstalt Saint-Rémy, in der Vincent van Gogh zeitweise malte.

## Ausstellungen (Auswahl)

### Einzelausstellungen
- 1965: Galerie Aarequai, Thun (auch 1970, 1976 und 1978, 1981)
- 2003: Galerie Rosengarten, Thun (auch 2008, 2011, 2014, 2016, 2018)

### Gruppenausstellungen
- 1954: 1. Teilnahme an der Weihnachtsausstellung im Thunerhof, heute Kunstmuseum Thun (auch: 1955, 1958, 1959, 1960, 1970, 1971, 1972, 1975)
- 1958: 1. Ausstellung in der Galerie Aarequai, Thun (mit den Gründungsmitgliedern)
- 1958: IX. Schweizerische Ausstellung Alpiner Kunst, Gesellschaft Schweizerischer Maler und Architekten (GSMBA), St. Gallen
- 1961: Städtisches Museum Braunschweig, Künstler aus Thun, Braunschweig
- 1964: Thuner Kunst im 20. Jahrhundert, Kunstsammlung Thunerhof, Thun
- 1974: Kunstsammlung der Stadt Thun (mit Mariann Grunder und Gottfried Tritten)
- 1976: Galerie Antoinette Bally-Rothlin, Kirchdorf BE (mit Fritz Gottardi, Peter Willen u. a.)
- 1978: Peintres et sculpteurs de l’Oberland bernois, Manoir, Martigny (Gruppe)
- 1983: Zeichnungen und Graphik des 20. Jahrhunderts, graphisches Kabinett der Kunstsammlung Thun, Schloss Schadau, Thun
- 2013: Galerie Rosengarten, Thun (mit Arthur Loosli und Gottfried Keller)
- 2014: Kunstsammlung Hans & Marlis Suter, Steffisburg (mit Etienne Clare und Werner Engel)
- 2017: Bilder erzählen, Kunstmuseum Thun, Bilder mit Werken aus der Sammlung
- 2018: Kunstmuseum Thun, Wir feiern 70 Jahre, mit alten und neuen Bekanntschaften aus der Sammlung